# Helmond
Helmond je město v nizozemské provincii Severní Brabantsko. Žije v něm přibližně 93 tisíc obyvatel.
Helmond založil Jindřich I. Brabantský v roce 1225. Ačkoli je v městském znaku vyobrazena helma jako mluvící znamení, název ve skutečnosti pochází z pragermánských slov hel (nízký) a mond (opevnění). Významnou památkou je hrad ze 14. století, který slouží jako muzeum a v létě se na jeho nádvoří konají koncerty. Pozoruhodnou ukázkou moderní architektury jsou domy v podobě nakoso postavené krychle (Kubuswoningen), které navrhl Piet Blom. Součástí tohoto obytného komplexu bylo také divadlo Speelhuistheater, zničené požárem v roce 2011. Město má rovněž velký park Warande, využívaný k rekreaci.
Město bylo v devatenáctém a dvacátém století centrem textilního a kovozpracujícího průmyslu. Na tuto tradici navazuje firma Vlisco, vyrábějící batikované látky pro africký trh. Sídlí zde také pobočka automobilky VDL Nedcar. Helmondem prochází plavební kanál Zuid-Willemsvaart.
Město je známé díky velkému karnevalovému průvodu. Sídlí zde také fotbalový klub Helmond Sport.